# مايرون لويس
مايرون لويس (بالإنجليزية: Myron Lewis)‏ هو لاعب كرة قدم أمريكية أمريكي، ولد في 24 نوفمبر 1987 في أورلاندو في الولايات المتحدة.

## وصلات خارجية
- مايرون لويس على موقع مرجع كرة القدم المحترفة.كوم (الإنجليزية)